# 표도르 세르게예프
표도르 안드레예비치 세르게예프 (러시아어: Фёдор Андреевич Сергеeв; 우크라이나어: Федір Андрійович Сергєєв 페디르 안드리요비치 세르히에이우[*]; 1883년 3월 19일 ~ 1921년 7월 24일)는 아르툠 동지(러시아어: товарищ Артём)로 널리 알려진 러시아 볼셰비키 혁명가, 소련 정치인, 선동가, 언론인이었다. 그는 세르게이 키로프와 이오시프 스탈린의 가까운 친구였다. 세르게예프는 도네츠크-크리보이로크 소비에트 공화국의 이데올로그였다.

## 어린 시절
표도르 아르툠은 러시아 제국 쿠르스크현 파테시스키 우예즈드 글레보보 마을에서 농민 가정의 아들로 태어났다. 그의 아버지 안드레이 아레피예비치 세르게예프는 건설 운반업자의 계약자였으며, 1888년 가족을 예카테리노슬라프로 이주시켰다. 1901년, 표도르는 예카테리노슬라프 레알슐레에서 학업을 마쳤다. 그는 제국 모스크바 기술 대학에 진학했다. 세르게예프는 러시아 사회민주노동당에 가입하여 혁명 사상에 관심을 갖게 되었고 '아르툠'이라는 별명을 사용했다.

## 당 경력
1901년, 아르툠은 학생 시위에 참여한 혐의로 체포되어 보로네시 감옥에서 4개월을 보냈다. 석방 후 그는 파리로 이민하여 '러시아 고등 자유 학교'에서 공부했다. 1902년부터 그는 러시아 사회민주노동당 당원이었고, 이후 당의 볼셰비키 파벌에 남았다. 1903년 러시아로 돌아와 예카테리노슬라프에서 저명한 당 선동가가 되었고, 그곳에서 그는 공장을 옮겨다니며 스토커로 일했다. 1905년, 그는 하르키우로 이주하여 볼셰비키 조직을 이끌었고 12월에는 공장 노동자들의 무장 봉기를 이끌었다. 이로 인해 그는 경찰에게 잘 알려지게 되었지만, 1906년 후반에 하르키우 감옥에 수감되기 전까지 체포를 피할 수 있었고, 탈출했다. 그는 볼셰비키에 의해 페름에서 조직을 운영하도록 배정되었고, 그곳에서 다시 체포되었다. 거의 3년 동안 감옥에 있다가 시베리아로 추방되었다.

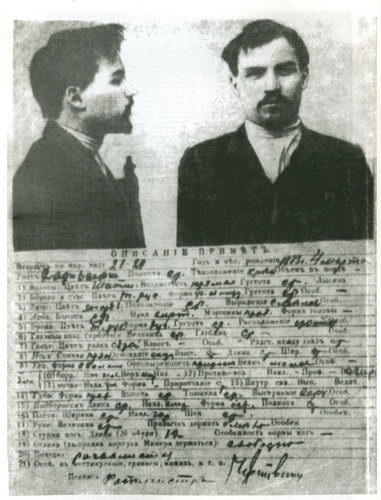
체포 후 세르게예프의 경찰 사진

1910년, 그는 한국과 일본을 거쳐 브리즈번, 오스트레일리아로 탈출하여 러시아 이민자 연합을 조직했다. 1912년, 세르게예프는 "오스트레일리아의 메아리"의 편집장이 되었고 "빅 톰"으로 더 잘 알려졌다. 그는 오스트레일리아 사회당에 가입했고 제1차 세계 대전에 대한 노동조합주의자들의 반대 운동에 참여했다. 1917년, 러시아 2월 혁명 이후 그는 러시아로 돌아와 하르키우 소비에트의 볼셰비키 파벌의 지도자가 되었다.
1917년 10월, 아르툠은 하르키우와 돈바스 지역 전체에서 볼셰비키 군사 쿠데타를 조직했다. 우크라이나 소비에트 제1차 대국민회의에서 그는 우크라이나 중앙집행위원회에 선출되었고 나중에 우크라이나 무역 및 산업 인민위원으로 임명되었다. 1918년, 우크라이나가 독일 점령하에 있을 때, 아르툠은 분리주의 도네츠크-크리보이로크 소비에트 공화국의 인민위원회 의장이자 공공경제 인민위원장을 역임했다. 그의 행동은 우크라이나 동부에 집중된 산업 중심지의 국유화를 확보했다. 세르게예프는 중앙 동맹국과 칼레딘의 코사크에 대항하는 우크라이나 중앙 군사혁명위원회의 조직자 중 한 명이 되었다. 3월 27일, 그는 블라디미르 안토노프-오프세옌코의 명령으로 도네츠크 군대를 조직했으나, 1918년 4월 말까지 그 군대는 클리멘트 보로실로프가 이끄는 붉은 군대 제5군에 통합되었다.

## 정치 경력
1919년, 우크라이나가 볼셰비키에게 다시 점령되었을 때, 아르툠은 블라디미르 레닌에 의해 선동 및 선전 인민위원으로 임명되었으나, 그해 후반에 그는 러시아 바시키리야(현 바시코르토스탄 공화국)로 이전되어 바시키리야 지원 협회 의장으로 활동했다. 따라서 그는 구 러시아 제국의 주로 이슬람 지역에서 권력을 잡은 최초의 볼셰비키 중 한 명이었다.

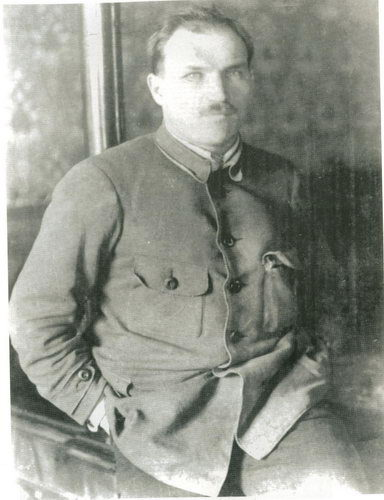
도네츠크 지도자 시절 세르게예프

1920년 4월, 그는 다시 도네츠크 지방 집행위원회 위원장으로 선출되었다. 1919년 3월부터 1920년 3월까지 그는 중앙위원회의 후보 위원이었다. 러시아 공산당 제9차 및 10차 대회에서 그는 중앙위원회 위원으로 선출되었다. 1920년 11월부터 12월까지 아르툠은 러시아 공산당 모스크바 위원회의 집행 서기였고, 그 후 전러시아 광부 연합 중앙위원회 위원장이자 동시에 전러시아 중앙집행위원회 위원이었다.

## 죽음
표도르 세르게예프는 1921년 아에로왜건의 시험 운행 중 사망했다. 그는 모스크바 붉은 광장의 크렘린 벽 묘지 제12호 공동묘지에 안장되었다.

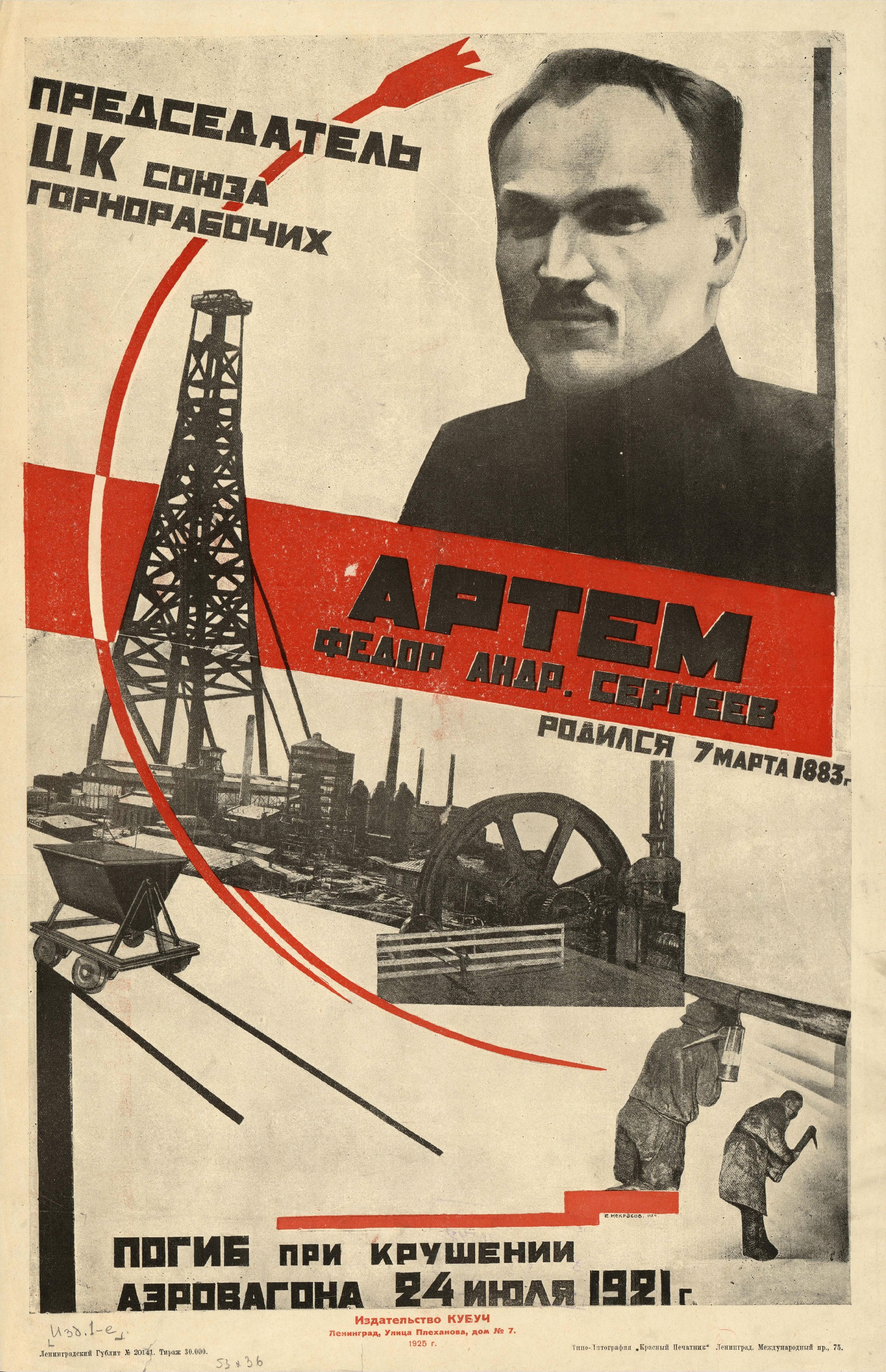
광부 연합이 아르툠 세르게예프를 기리는 1925년 기념 포스터

도네츠크-크리보이로크 소비에트 공화국의 옛 중심지인 바흐무트 (현재 우크라이나)는 1924년 아르툠을 따서 아르툐몹스크(아르테미우스크)로 개명되었다. 그의 어린 아들 아르툠 표도로비치는 이오시프 스탈린에게 입양되었다.

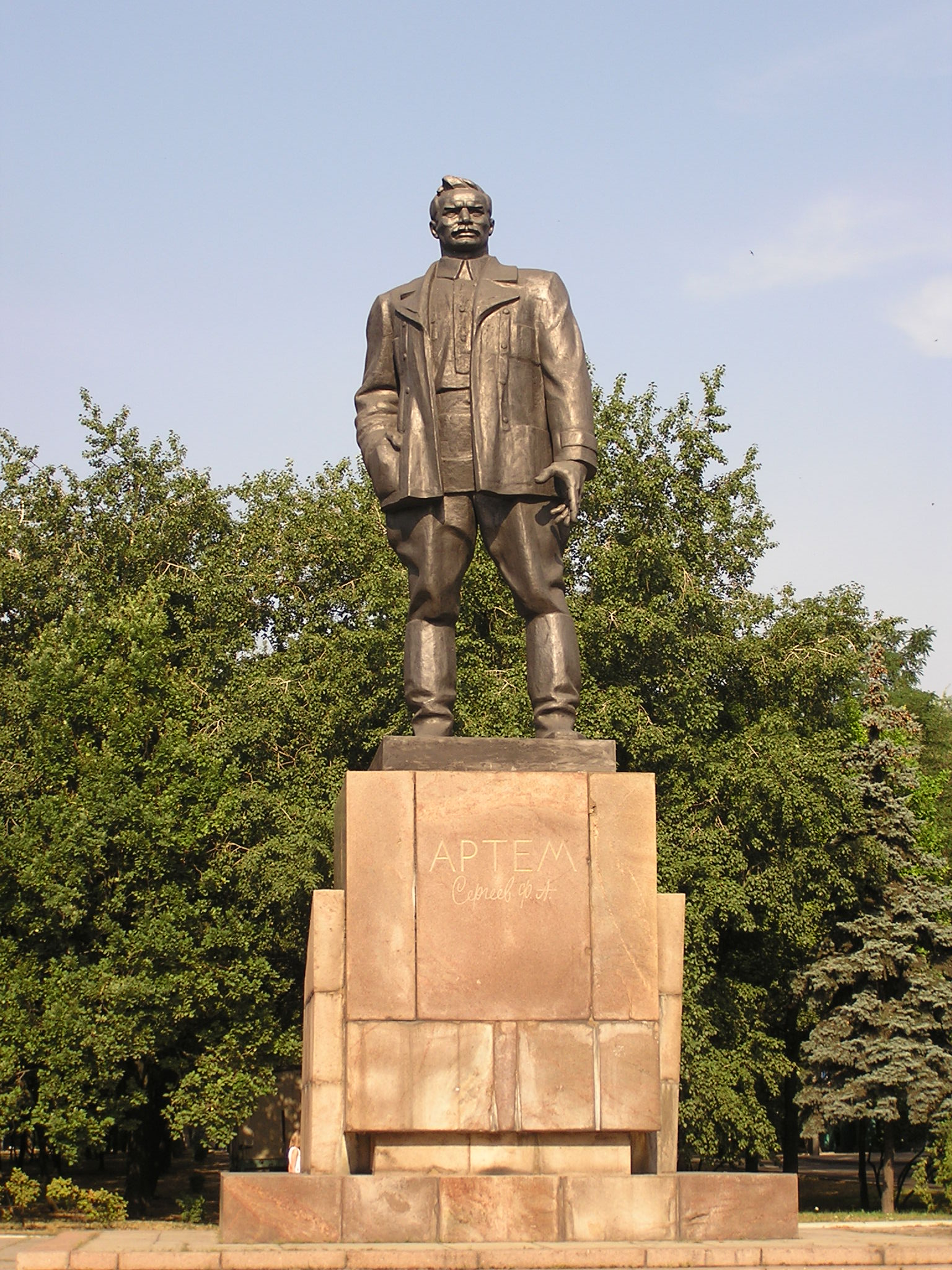
도네츠크의 아르툠 기념비

2015년 5월 15일, 당시 우크라이나 대통령 페트로 포로셴코는 공산주의 기념물 철거 및 소련과 관련된 지명 의무 개명을 시작하는 6개월 기간의 법안에 서명했다. 2016년 2월, 아르테미우스크 시는 원래 이름인 바흐무트로 돌아갔다.
루한스크주의 아르테미우스크 또한 아르툠의 이름을 따서 명명되었다. 2014년부터 2022년 러시아에 합병될 때까지 이 도시는 루간스크 인민공화국의 친러시아군에 의해 점령되었다. 2016년 5월 12일, 우크라이나 국회인 최고 라다는 국가의 탈공산화 과정의 일환으로 키푸체(Kypuche)라는 이름을 복원하기로 결정했다. 그러나 지역 당국은 이름 변경을 인정하지 않았으며, 러시아는 2022년 9월 합병 이후에도 계속해서 인정하지 않고 있다.

## 픽션에서
토머스 케닐리의 소설 민중의 기차에서 주인공 아르툠(일명 "톰") 삼수롭은 세르게예프의 삶에 느슨하게 기반을 두고 있다.

## 같이 보기
- 하르키우 시장 목록